# Martin Vigild
Martin Etchells Vigild er en dansk fysiker og materialekemiker. Han har været dekan for diplomingeniøruddannelsen og bacheloruddannelsen i teknisk videnskab samt studiemiljø på Danmarks Tekniske Universitet 2009 til 2019. Han har siden 2020 været ansat som chefkonsulent og trivselsekspert i Uddannelses- og Forskningsministeriet. 
Martin blev født på Gentofte Hospital 3. marts 1967. Hans far, Gunnar, var dansk, og hans mor, Wendy, var engelsk. Han er opvokset i Farum.
Han gik på Marie Kruses Skole, hvor han blev student i 1985. Herefter tog han en kandidatgrad i teknisk fysik på DTU frem til 1993, og blev derefter Ph.d. på Københavns Universitet i polymerkemi i 1997. Han arbejdede for Risø under sit Ph.d.-studie og et års tid efter som forskningsassistent. Herefter blev han postdoc på University of Minnesota frem til år 2000, hvorefter han vendte tilbage til DTU først som adjunkt og senere som lektor før han i 2008 blev udnævnt professor på Dansk Polymercenter. I 2009 blev han udnævnt som bachelordekan på DTU.
Han er medforfatter til 50 videnskabelige artikler, og har sammen med to andre forskere udgivet bogen Design and Development of Biological, Chemical, Food and Pharmaceutical Products.
I 2008 blev Vigild tildelt Dana Lim Prisen, som uddeles til forskning, der fremmer dansk erhvervsliv eller samfund. Prisen på 250.000 kr blev brugt på udstyr og instrumenter til forskning i nanoprøse materialer. Han har også modtaget prisen for "årets artikel" i fagbladet Dansk Kemi i 2005.
Han er gift med Eva (som oprindeligt hed Juhász til efternavn) fra Ungarn. De fik to sønner, Daniel (født i 1993) og Peter (født i 1995).